# 庾亮

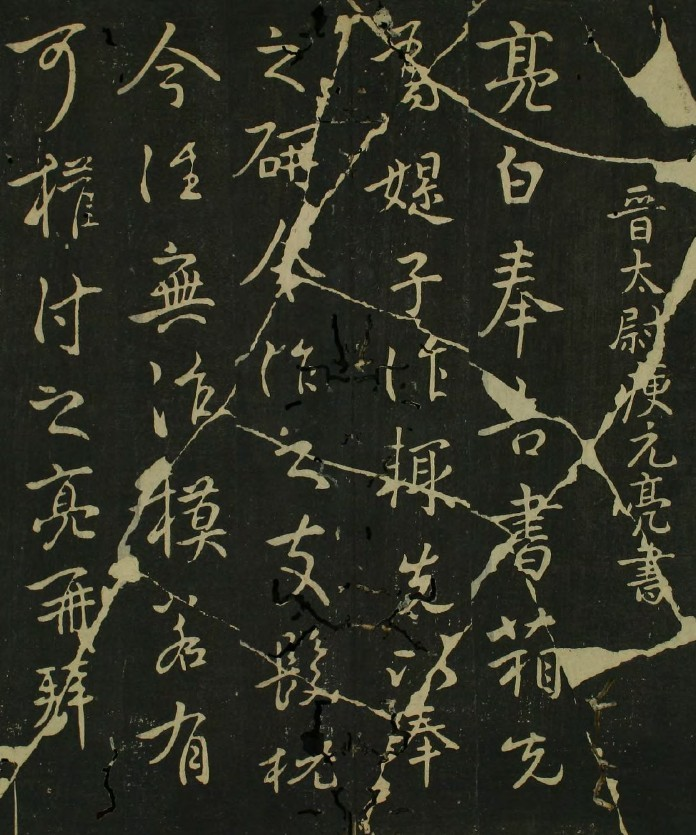
庾亮手迹

庾亮（289年—340年），字元規。潁川鄢陵（今河南鄢陵）人。東晉時期權臣和外戚，妹妹是皇后庾文君。晉成帝即位初期在朝輔政，蘇峻之亂後官至征西將軍，出鎮外地，並有北伐的志向，但因石虎派軍擊敗其部處的軍隊而失敗。

## 生平
庾亮早有名望，時人比作夏侯玄和陳群一類的人。十六歲被東海王司馬越辟命為掾，但庾亮不應命，而跟隨父親庾琛到會稽居住。
後來，移鎮建鄴的鎮東大將軍司馬睿聽聞庾亮的名聲，於是聘為西曹掾。司馬睿對庾亮甚為器重，更為兒子司馬紹聘娶庾亮妹妹庾文君。後來庾亮因參與永嘉五年（311年）討伐江州刺史華軼的行動而封都亭侯，參丞相軍事，並掌書記。
東晉建立後，庾亮官拜中書郎，領著作並侍講東宮。庾亮的論點和釋義都常常獲人稱揚述說，並與溫嶠同為太子司馬紹的好友。後歷任給事中、黃門侍郎、散騎常侍。後獲王敦表為中領軍。

### 助平王敦
永昌元年（322年），王敦之亂爆發，王敦領軍擊敗朝廷軍隊並專掌朝政，元帝因而憂憤而死，由太子即位，是為晉明帝。王敦大權在握後，更打算篡位，對有盛名的庾亮雖表面崇敬，其實內心則非常忌憚，庾亮於是稱病離職。但後來又任中書監。太寧二年（324年）王敦再次舉兵，庾亮加左衛將軍，與諸將抵抗王敦部將錢鳳等。王敦軍及後戰敗，王敦親信沈充敗走吳興，庾亮又假節都督東征諸軍事，追捕沈充。王敦之亂完全平定後，庾亮因功而獲封永昌縣開國公，但庾亮不接受。後轉護軍將軍。

### 外戚輔政
南頓王司馬宗和右衛將軍虞胤向來獲明帝信任和親近，更掌禁軍，聚集很多勇力作為黨羽，甚至將宮門的鑰匙也交給他們了。這都令王導和庾亮兩位權臣不滿，對此很有意見。次年，晉明帝患病，庾亮夜間有事要向明帝上表，於是向司馬宗取宮門鑰匙，但遭拒絕，更被叱責：「你當這是你家門，可隨意出入呀？」庾亮因而對司馬宗更為不滿。後明帝病重，不願見人，群臣都不能和他接觸。庾亮又察覺司馬宗、虞胤與太宰西陽王司馬羕趁機打算作亂，於是直入明帝臥室，並向明帝陳說司馬宗等的圖謀，自求輔政，言辭深切，終令明帝感悟，引庾亮升御座，與司馬羕、司徒王導、尚書令卞壼、車騎將軍郗鑒、領軍將軍陸曄和丹楊尹溫嶠一同受命輔政。並加庾亮給事中，轉任中書令。
不久明帝病逝，晉成帝繼位，並由庾太后臨朝，政事都由庾亮決策。王導輔政因風格寛和而得眾心，但庾亮凡事以法，因此失掉人心。同時陶侃和祖約都沒有獲任命為輔政大臣，皆懷疑庾亮纂改遺詔，都有怨言流傳。庾亮於是任命溫嶠為江州刺史，作為外援；也修護石頭城以作防備。其時司馬宗等人密謀除去以庾亮為首的輔政大臣，庾亮於是因御史中丞鍾雅彈劾司馬宗謀反一事而派趙胤收捕司馬宗。司馬宗勒兵反抗但被趙胤擊殺。庾亮及後貶司馬宗一族為馬氏，三子廢為庶人，又免司馬羕官，貶為弋陽縣王；同時亦將虞胤貶為桂陽太守。事後，很多人都認為庾亮此舉是意圖翦除司馬氏宗室。更有一次，未知司馬宗已死的晉成帝見司馬宗久久沒來，問庾亮：「平日見到的白頭公在哪？」庾亮說他謀反，已被誅除。成帝聽後卻哭著說：「舅父說人是逆賊，就殺了他；那麼他人說舅父是逆賊，應該如何辦？」庾亮聽後大懼，色變。

### 蘇峻之亂
司馬宗黨羽卞闡在司馬宗事敗後逃亡，投奔歷陽內史蘇峻。庾亮於是命蘇峻送卞闡到建康，但蘇峻不應命。蘇峻在當時亦常常收納亡命之徒，常用嚴刑，而且勢力日漸增長，庾亮預料蘇峻終會作亂，於是在咸和二年（327年）打算徵召蘇峻，藉此消除其威脅，以免日後勢力大得難以消滅。但朝野上下都反對，認為行事太急，尤以卞壼的反對聲音最為強烈，溫嶠亦多次上書勸止，但庾亮仍堅持。庾亮曾寫信回復溫嶠稱：「我擔心西陲（陶侃）超過曆陽（內史）蘇峻，希望您不要越過雷池一步。」。庾亮及後便正式徵召蘇峻為大司農，改由其弟蘇逸統領其兵。蘇峻向來害怕庾亮要加害自己，見此於是上書求守青州，但都不獲允許。蘇峻遂在猶豫之間接受參軍任讓勒兵自守的建議而不受命，及後更聯結祖約一同以誅庾亮為名起兵。
蘇峻派部將韓晃進攻姑孰（今安徽常塗縣）和宣城（今安徽宣城市），兩地守軍都不能抵抗。於次年，蘇峻大軍在連番取勝之下逼近建康。庾亮於是受詔假節都督征討諸軍事，預備在宣陽門外與蘇峻軍決戰。但大軍還未列陣，士兵就棄甲逃走，庾亮唯有乘小船逃離，而蘇峻最終亦成功攻陷建康，控制朝政。庾亮及後帶同三位弟弟一同到尋陽（今江西九江）投奔駐紥當地的溫嶠，溫嶠因敬重庾亮，分兵給庾亮之餘仍想推他為都統，但庾亮佢絕，最終成功推舉陶侃為盟主，反擊蘇峻。當陶侃領兵到尋陽與溫嶠會合時，陶侃既因輔政大臣之事而恨庾亮，而且庾亮亦直接觸發這次動亂，人人都認為陶侃應誅庾亮以謝天下。庾亮知道後十分畏懼，於是在陶侃面前引咎自責，舉止優美，令陶侃在不自覺中釋懷。庾亮在逃跑前，庾亮对侍中鍾雅说：“后面的事情就托付给你了”，鍾雅反问道“社稷颠覆，是谁的责任？”，庾亮回到“今天这事情，不要再说了，你还是希望我们收复京城吧”，鍾雅对庾亮说，“您不愧是晋国的荀林父啊”。庾亮吃薤菜，留下白色根部，陶侃问他这是做什么，庾亮说：“留下了还可种”，于是陶侃感叹：“庾亮并非只有表面风流，而且还有治国的才能”。
庾亮及後領二千人守白石壘，被蘇峻領一萬多步兵從四面來攻，士眾見此都十分畏懼，但庾亮激厲將士，並殊死一戰，最終擊退蘇峻，並追擊殺了數百人。及後在溫嶠和陶侃的領導下，於咸和四年（329年）成功平定蘇峻之亂。

### 出鎮方隅
蘇峻之亂平定後，庾亮謝罪求退，被成帝拒絕；庾亮及後從暨陽意圖出海逃遁隱居，但亦被成帝下詔沒收船隻。庾亮於是請求出鎮，最終獲任命為持節都督豫州、揚州之江西宣城諸軍事、平西將軍、假節任豫州刺史，領宣城內史。庾亮於出鎮蕪湖。但在同年十二月，後將軍郭默就殺平南將軍劉胤叛亂，庾亮於是上表請求討伐，率諸將與太尉陶侃會合，最終於咸和五年（330年）平滅郭默。庾亮在郭默平定後堅拒接受封賞。
咸和九年（334年），陶侃逝世，庾亮改都督江、荊、豫、益、梁、雍六州諸軍事，領江、荊、豫三州刺史，並進號征西將軍、假節。並遷鎮武昌。

### 士族相爭
王導當時在朝中輔政，行事不拘小節，任用的將領如趙胤和賈寧等都不太遵守法令，但王導仍容忍，因而受很多大臣不滿。陶侃昔日就曾意圖起兵罷黜王導，但因郗鑒阻止而沒有實行。咸康四年（338年），庾亮又意圖舉眾罷黜王導，並請求時任太尉的郗鑒支持。但為郗鑒所拒絕，庾亮再寫信游說郗鑒，郗鑒仍然拒絕，最終庾亮的計劃胎死腹中，亦免除了一場東晉王、庾兩大士族之間的爭鬥。陶侃之子陶称察覺庾亮有異志，便报告王導，但王導不以為意說：“吾与元规，休戚是同，悠悠之談，宜絕智者之口”。但兩人亦有嫌隙，王導曾說：“元規塵汙人”。

### 北伐之志
咸康五年（339年），庾亮見後趙石勒已死，意圖奪回北方失土，於是請求解任豫州刺史而改授給征虜將軍毛寶，毛寶於是以監揚州江西諸軍事、豫州刺史的身份與西陽太守樊峻領一萬精兵守邾城。庾亮又讓陶稱帶著五千人進入沔中，加強對邊境的防守。陶称領二百士兵北渡长江取道夏口上任，照例拜见庾亮，這時庾亮大会文武百官，一一列舉其过失罪恶，陶称恐惧，伏地拜谢。最後庾亮以“肆縱醜言，無所顧忌、要結諸將，欲阻兵構難”等原因處死陶稱。庾亮又派軍進攻佔據蜀地的成漢，捕成漢荊州刺史李閎和巴郡太守黃植；庾亮及後上疏北伐，求領十萬兵眾進據石城，作為諸軍的聲援。在朝中得到王導支持，但郗鑒則以物資不夠而反對大規模軍事行動，太常蔡謨認為後趙兵強而且後趙主石虎是優秀將領，認為庾亮不足以對付石虎，建議當時應該據有長江天險防禦，反對北伐。移鎮石城的計劃於是被下詔阻止。
同時，石虎對庾亮的軍事行動十分厭惡，於是任命夔安為大都督，帶領石鑒、石闵、李農、张貉及李菟等五將率五萬人攻東晉荊州和揚州北部，另領二萬騎攻邾城。當時毛寶向庾亮求救，但庾亮以城牆堅固而沒立刻派兵。
不久，張貉攻陷邾城，毛寶和樊峻突圍逃走時在長江溺死，沔南和江夏守軍亦敗於趙軍，連庾亮早前打算移鎮的石城亦被圍困，因竟陵太守李陽拒戰而得以解圍。當時庾亮仍打算再度上疏求遷石城，但知邾城失陷後就打消念頭，並自貶三級，行安南將軍。後獲下詔恢復原職。
庾亮自邾城陷落後就因憂慨而患病，終於在咸康六年（340年）逝世，享年五十二歲，追贈太尉，諡文康。

## 性格特徵
- 庾亮美姿容，擅長清談，喜好老莊學說。
- 庾亮长子庾会死后，他的夫人诸葛文彪要改嫁，诸葛文彪的父亲诸葛恢写信给庾亮提到此事。庾亮答复说：“令嬡还年轻，本来就该改嫁。不过我想起死去的儿子，就好像他刚刚去世一样。”[6]
- 劉義慶《世說新語·德行》中提到「庾公（庾亮）乘馬有的盧」的記載，當時有人（根據《晉書》記載是殷浩）認為的盧不祥於主，便勸庾亮賣掉的盧。庾亮卻認為：「賣之必有買者，即當害其主。寧可不安己而移於他人哉？」表示了他並不願意為了自己的安全而轉害他人。

## 評價
庾亮以外戚的身份輔政，但其執政不久便激發了祖約、蘇峻的叛亂，導致晉朝陷入危機，因此受到批評。如司馬光在《資治通鑒》中批評他“以外戚輔政，首發禍機，國破君危，竄身苟免”，甚至認爲“人臣之罪，孰大於此”應當“明正典刑”。
但也有許多人認爲庾亮罪不至此，王夫之便在《讀通鑒論》中便認爲司馬光指責太過，并指出庾亮對引發蘇峻雖有責任，但祖約、蘇峻早有異心，而庾亮只是“識量不充，未足以乘高墉而解群悖耳”，如果庾亮當初委曲求全，更可能“禍遲而大”，尤其是蘇峻之亂的平定所仰賴的郗鑒、溫嶠和殉難的卞壸均爲庾亮所引進，庾亮和“諸君子”同樣有“抑權臣，扶幼主”之心，其罪不過是“謀大而智小，誌正而術疏”，不當以“典刑加之”。
- 王敦：“庾元規賢于裴頠遠矣！”

- 《晉書·列傳第四十三》：“外戚之家，連輝椒掖，舅氏之族，同氣蘭閨，靡不憑藉寵私，階緣險謁。門藏金穴，地使其驕；馬控龍媒，勢成其逼。古者右賢左戚，用杜溺私之路，愛而知惡，深慎滿覆之災，是以厚贈瓊瑰，罕升津要。塗山在夏，靡與禼、稷同驅；姒氏居周，不預燕、齊等列。聖人慮遠，殊有旨哉！搢昵元規，參聞顧命。然其筆敷華藻，吻縱濤波，方駕搢紳，足為翹楚。而智小謀大，昧經邦之遠圖；才高識寡，闕安國之長算。璿萼見誅，物議稱其拔本；牙尺垂訓，帝念深於負芒。是使蘇、祖尋戈，宗祧殆覆。已而猜嫌上宰，謀黜負圖。向使郗鑒協從，必且戎車犯順，則與夫台、產、安、桀，亦何以異哉！幸漏吞舟，免淪昭憲，是庾宗之大福，非晉政之不綱明矣。懌恣凶懷，鴆加連率，再世之後，三陽存僅，餘殃所及，蓋其宜也。”“贊曰：元規矯跡，寵階椒掖。識暗厘道，亂由乘隙。下拜長沙，有慚忠益。季堅清貞，毓德馳名。處泰逾約，居權戒盈。稚恭慷慨，亦擅雄聲。”

- 司馬光《資治通鑒》：“臣光曰：庾亮以外戚輔政，首發禍機，國破君危，竄身苟免；卞敦位列方鎭，兵糧俱足，朝廷顚覆，坐觀勝負；人臣之罪，孰大於此！旣不能明正典刑，又以寵祿報之，晉室無政，亦可知矣。任是責者，豈非王導乎！”

- 王夫之《讀通鑒論》：“庾亮征蘇峻而激之反，天下怨之，固不能辭其咎矣。雖然，其誌有可原者也。亮受輔政之命而不自擅也，尊王導於己上，而引郗鑒、卞壺、溫嶠以共濟艱難，竇武之所不逮，非直異於梁冀、楊駿已也。晉之東遷，王氏執國而敦倡為逆，執兵柄者，皆有侵上之誌而不可信。陶侃登天之夢，天下疑焉。祖約之悖，蘇峻之奸，尤其不可揖盜以入室者也。以是為侃所怨，以激約、峻之速逆。特其識量不充，未足以乘高墉而解群悖耳。如必委曲以延不軌之奸宄於沖人之側，則禍遲而大。亮免於激成之責，而孔光延王莽、褚淵推道成之罪，其可逃乎？亮以衛國無術而任罪，司馬溫公乃欲明正典刑以窮其罪，則何以處夫延王敦殺周、戴以偪天子之王導乎？溫嶠，人傑也，亮敗竄，而嶠敬之不衰，必有以矣。峻雖反，主雖危，而終平大難者，郗鑒、溫嶠也，以死殉國者，卞壺也，皆亮所引與同衛社稷者也。抑權臣，扶幼主，亮與諸君子有同心，特謀大而智小，誌正而術疏耳。原其情，酌其罰，何遽以典刑加之？溫公曰：「晉室無政，任是責者，非王導乎？」導豈能劾功罪以伸求全之法者？卞敦觀望逆黨，擁兵不赴，導且不能加誅，有諸己，不能非諸人，況庾亮哉！”

## 家庭

### 弟妹
- 庾懌，東晉將領，官至西中郎將、監宜城廬江歷陽安豐四郡軍事。後因試圖以毒酒毒殺江州刺史王允之失敗而自殺。
- 庾冰，東晉將領，官至車騎將軍。
- 庾文君，晉明帝皇后。
- 庾條，官至冠軍將軍，臨川郡太守。
- 庾翼，東晉將領，官至征西將軍。
- 庾氏，何充妻[9]

### 夫人
- 荀氏，善书法，韦续将其书法评定为九等中的第三等“上下”[10]

### 子女
- 庾會，庾亮長子，蘇峻之亂時遇害。
- 庾羲，字叔和，小字道恩，庾亮第三子，吳國內史。[11]
- 庾龢，東晉官員，曾任丹楊尹、中領軍。

### 孫
- 庾楷，庾羲子
- 庾恒，字敬則，庾龢子，官至尚書僕射。[12]
- 庾氏，庾羲女，裴松之母亲。

### 曾孫
庾鴻，字伯鸞，庾楷子

## 延伸阅读
[在维基数据编辑]
 在维基文库阅读此作者作品
 《晉書·卷073》，出自房玄齡《晉書》